# Adelowalkeria
Adelowalkeria  (лат.) — род бабочек-павлиноглазок и подсемейства Ceratocampinae. Представители распространены в Южной Америке.

## Систематика
В роде выделяют следующие виды:
- вид: Adelowalkeria anthonilis (Herrich-Schäffer, 1854)

- подвид: Adelowalkeria anthonilis analis (Rothschild, 1907) — Перу
- подвид: Adelowalkeria anthonilis anthonilis (Herrich-Schäffer, 1854)

- вид: Adelowalkeria eugenia (Druce, 1904) — Эквадор
- вид: Adelowalkeria eugenicolumbiana Brechlin & Meister 2011[2]
- вид: Adelowalkeria flavoboliviana Brechlin & Meister 2011[2]
- вид: Adelowalkeria flavoparvissima Brechlin & Meister 2011[2]
- вид: Adelowalkeria flavosignata (Walker, 1865) — южная Бразилия
- вид: Adelowalkeria kitchingi Brechlin & Meister 2011[2]
- вид: Adelowalkeria hypoxantha (Rothschild, 1907) — Тукуман (Аргентина)
- вид: Adelowalkeria hemirhodia (Rothschild, 1907) — Тукуман (Аргентина)
- вид: Adelowalkeria lanaris (Rothschild, 1907) — Байа (Бразилия)
- вид: Adelowalkeria siriae Brechlin & Meister 2011[2]
- вид: Adelowalkeria totoma (Schaus, 1900) — Паранья (Бразилия)
- вид: Adelowalkeria tristygma (Boisduval, 1872)

- подвид: Adelowalkeria tristygma tristygma (Boisduval, 1872)
- подвид: Adelowalkeria tristygma plateada (Schaus, 1905)

- вид: Adelowalkeria torresi (Travassos & May, 1941)
- вид: Adelowalkeria tristygma (Boisduval, 1872)
- вид: Adelowalkeria vanschaycki Brechlin & Meister 2011[2]
- вид: Adelowalkeria witti Brechlin & Meister 2011[2]